# Academia Națională de Științe din Belarus

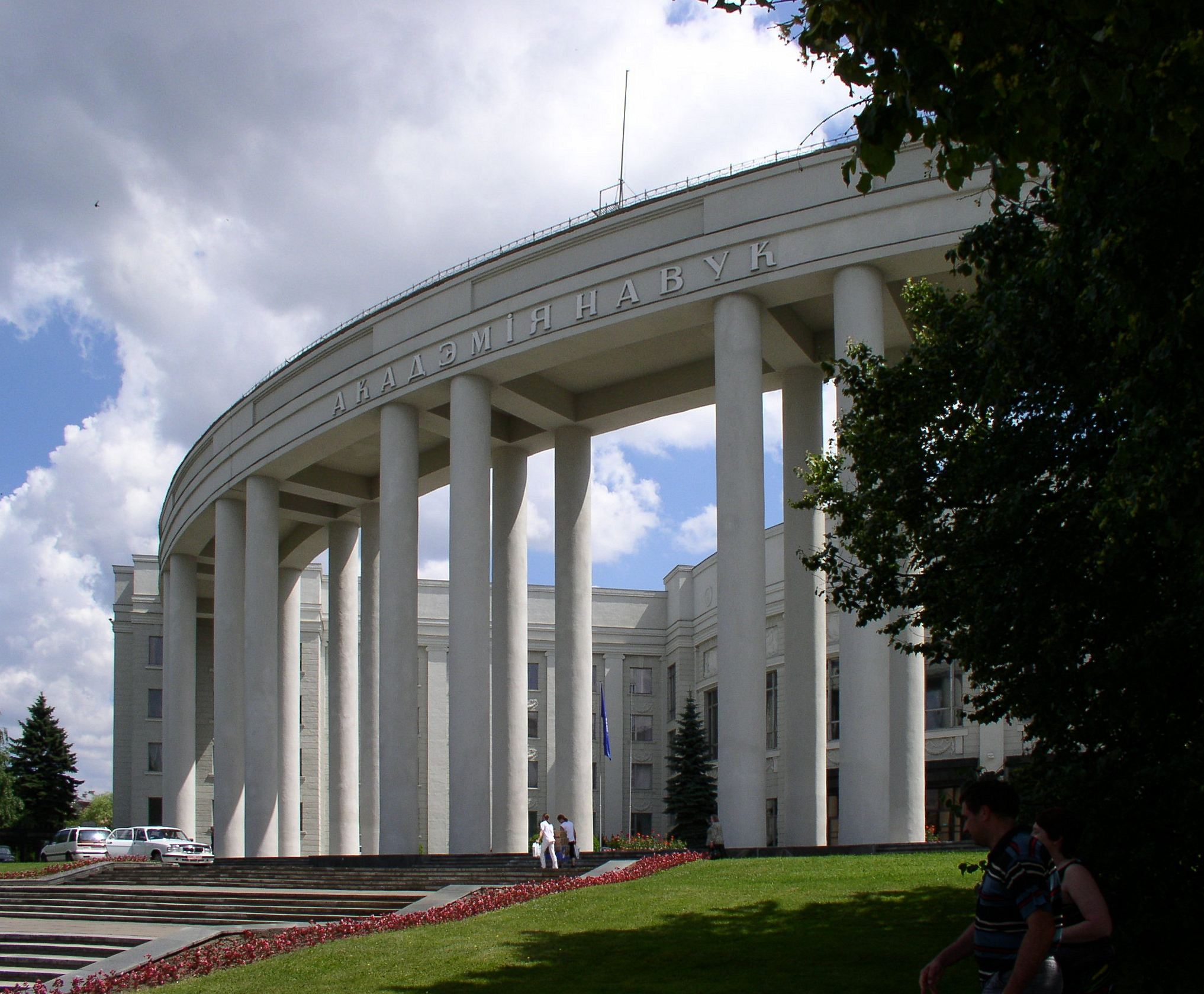
Clădirea ANSB

Academia Națională de Științe din Belarus (prescurtat ANSB; în belarusă Нацыянальная акадэмія навук Беларусі, cu alfabet Łacinka: Nacyjanalnaja akademija navuk Biełarusi; în rusă Национальная академия наук Беларуси, transliterat: Naționalnaia akademiia nauk Belarusi) este academia națională a Belarusului.

## Istorie

### Inbelkult - predecesorul Academiei
Academia își are originea în Institutul de Cultură Belarusă (Inbelkult), o instituție academică și de cercetare din Belarus fondată pe 30 ianuarie 1922.
La începutul anilor 1920, o politică-cheie a Belarusului sovietic nou înființat a fost progresul științei, menit să accelereze dezvoltarea tehnologică, economică și socială a republicii și să rezolve o gamă largă de probleme regionale. Ideea creării unei instituții academice și de cercetare din Belarus a fost discutată în perioada 1920-1921, iar până în noiembrie 1921, o comisie formată din academicienii Yefim Karsky, Jazep Dyla și Ściapan Niekraševič a pregătit o cartă fondatoare a Inbelkult. În conformitate cu aceasta, Inbelkult a fost atât o instituție de cercetare, cât și o instituție cultural-educațională, o organizație multidisciplinară axată pe studii etnografice, lingvistice, literare, artistice, culturale, istorice, naturale și geografice. Prima întâlnire a Inbelkult a avut loc pe 30 ianuarie 1922, care este considerată data înființării institutului.
La început, Inbelkult a fost format din două departamente - etnologie-lingvistică și științe naturale - și a avut printre membrii săi o serie de academicieni, poeți și scriitori proeminenți precum Ściapan Niekraševič (care a fost primul președinte al Inbelkult), Yefim Karsky, Jasep Losik, Janka Kupala, Jakub Kolas și BiadŹmitrok. S-a desfășurat o muncă meticuloasă pentru standardizarea limbii bieloruse moderne și între 1922–1924 au fost publicate șase compilații de terminologie belarusă cuprinzând 15 mii de termeni belaruși. În 1923 au fost efectuate expediții arheologice și etnografice și a fost inițiată publicarea unei reviste lunare în această arie. Lucrările cadrelor universitare de la Inbelkult au fost publicate în „Notele Departamentului de Natură și Economie Națională” și „Notele Departamentului de Științe Umaniste”.
În iulie 1924, guvernul Belarusului sovietic a desemnat Inbelkult „cea mai înaltă instituție academică de stat”, al cărei rol era să coordoneze toate activitățile academice din republică, cu dreptul de a organiza muzee, biblioteci și arhive, de a convoca conferințe academice și de a efectua expediții. Inbelkult a putut să cumpere publicații străine și instrumente de cercetare fără taxe. În ianuarie 1925, Usievalad Ihnatoŭski a fost numit noul președinte al Inbelkult. Până în 1926, numărul de departamente ale Inbelkult a crescut, incluzând limba și literatura belarusă, arta belarusă, istorie și arheologie (din 1927 științe socio-istorice), studiul mișcării revoluționare din Belarus, științe naturale, medicină, agricultură și altele. Institutul avea și două departamente pentru minorități etnice, evreiesc și polonez, cu comisii academice independente. Institutul se mândrea și cu propria bibliotecă și cu un muzeu de istorie naturală.
Până la sfârșitul anilor 1920, Inbelkult a obținut realizări academice semnificative în domeniile științelor umaniste și naturale și și-a extins domeniile de studiu, ceea ce a determinat guvernul sovietic din Belarus să reorganizeze Inbelkult în Academia de Științe din Belarus la 1 ianuarie 1929.

### Academia în Belarusul sovietic
În perioada sovietică, Academia a fost numită Academia de Științe din Belarus în 1929–1936 și Academia de Științe a RSS Bielorusă între 1936–1991. Primul său președinte a fost Usievalad Ihnatoŭski (1881-1931), om politic și istoric belarus, profesor la Universitatea de Stat din Belarus.
Deși la înființare Academia avea doar 128 de angajați, dintre care 87 de oameni de știință, ea a devenit un centru academic de frunte ce a influențat dezvoltarea economică, tehnologică, socială și culturală a RSS Belarusă. Până în anul 1941, Academia a crescut la 750 de angajați și 12 subdiviziuni.
Epurările lui Stalin au cauzat mari pagube Academiei. Primul președinte al Inbelkult, faimosul lingvist Ściapan Niekraševič a fost executat în 1937, iar primul președinte al Academiei Usievalad Ihnatoŭski s-a sinucis în 1931.
În timpul celui de-al Doilea Război Mondial, activitatea normală a Academiei a fost grav afectată. Unii oameni de știință și-au continuat cercetările la instituții din Rusia și din alte regiuni ale fostei Uniuni Sovietice, dar mulți angajați ai Academiei au fost recrutați în armata soviectică. Laboratoarele științifice, echipamentele, clădirile și fondurile de carte ale bibliotecii au fost arse sau jefuite. În 1945, numărul total de angajați ai Academiei era de doar 360 de persoane. Cu toate acestea, Academia a fost reconstruită rapid după război. Imediat după sfârșitul războiului, opt institute și-au reluat activitatea și până în 1951 Academia avea 29 de subdiviziuni cu 1234 de angajați, inclusiv 33 de academicieni. Academia a fost susținută de guvernele din Belarus și URSS, precum și de centrele științifice de vârf din Moscova, Leningrad și alte orașe sovietice.
De-a lungul istoriei sale, Academia Națională de Științe din Belarus a devenit un centru științific respectabil. Oameni de știință belaruși precum [[{{{2}}}|Panas Achrem]]⁠(be)[traduceți] (chimie), Mikałaj Barysievič (fizică), Fiodar Fiodaraŭ (fizică), Vienijamin Vaciakoŭ (medicină, biologie), Uładzimier Ułaščyk (medicină, biologie).

### Academia în Belarusul independent
După ce Belarus și-a câștigat independența, Academia și-a continuat activitatea ca Academia de Științe din Belarus între 1991-1997. În 1997, a fost reorganizată ca Academia Națională de Științe cu statutul de cea mai înaltă organizație științifică de stat din Belarus, responsabilă de coordonarea și desfășurarea cercetării științifice fundamentale și aplicate.
Principalele sarcini ale Academiei sunt definite de legislația națională astfel:
- sprijin științific pentru dezvoltarea economică, socială și juridică de stat a Republicii Belarus, cultura acesteia, precum și utilizarea rațională și protecția naturii;
- organizarea și coordonarea cercetării științifice fundamentale și aplicate efectuate de toate subiectele de activitate științifică, inclusiv în domeniile nano și biotehnologii, robotică, cercetare științifică fundamentală și aplicată, dezvoltări în cele mai importante domenii ale științelor naturale, tehnice, umanitare, științelor sociale și artelor în vederea obținerii de noi cunoștințe despre o persoană, societate, natură și obiecte create artificial, creșterea potențialului științific, tehnic, intelectual și spiritual al Republicii Belarus;
- implementarea unei politici de stat unificate, coordonarea și reglementarea de stat a activităților organizațiilor din domeniul explorării și utilizării spațiului cosmic în scopuri pașnice, cu excepția planificării, distribuției și utilizării eficiente a spectrului de frecvențe radio;
- organizarea și efectuarea cercetărilor în regiunile polare ale Pământului;
- asigurarea introducerii tehnologiilor autohtone în domeniul farmaceutic, complex agroindustrial, producție biotehnologică, industrii de materiale noi și alte sectoare de înaltă tehnologie ale economiei;
- implementarea suportului științific și metodologic pentru organizarea cercetării științifice fundamentale și aplicate desfășurate de toate subiectele activității științifice;
- determinarea și transmiterea spre aprobare, în modul prevăzut de lege, a listelor domeniilor prioritare ale cercetării științifice fundamentale și aplicate ale Republicii Belarus;
- identificarea unor moduri fundamental noi de progres științific și tehnologic, participarea la elaborarea recomandărilor privind utilizarea în practică a realizărilor științei interne și mondiale;
- asigurarea dezvoltării științei în Republica Belarus;
- implementarea, împreună cu Comitetul de Stat pentru Știință și Tehnologie, a acreditării organizațiilor științifice;
- crearea condițiilor pentru dezvoltarea școlilor științifice, pregătirea oamenilor de știință cu înaltă calificare, pregătirea avansată a oamenilor de știință și specialiști, inclusiv în centre științifice străine;
- efectuarea, în modul prescris, de propuneri de finanțare a activităților științifice, științifice, tehnice și inovatoare în Republica Belarus;
- efectuarea de monitorizare și cercetare sociologică operațională;
- organizarea și desfășurarea monitorizării florei și monitorizării geofizice, monitorizarea faunei și monitorizarea integrată a sistemelor ecologice naturale din ariile naturale special protejate în cadrul Sistemului Național de Monitorizare a Mediului din Republica Belarus, sprijin științific pentru menținerea cadastrelor de stat ale florei și faunei. [6]